# Tatort: Saras Geständnis
Saras Geständnis ist ein Fernsehfilm aus der Krimireihe Tatort. Der vom SWR produzierte Beitrag ist die 1189. Tatort-Episode und wurde am 13. Februar 2022 im SRF, im ORF und im Ersten erstmals ausgestrahlt. Die Freiburger Ermittlerin Franziska Tobler ermittelt ihren achten Fall, ihr Kollege Friedemann Berg seinen siebten.

## Handlung
Sara Manzer war vier Jahre in Haft, weil sie gestanden hatte, ihren Vater erstochen zu haben. Sie kommt bei ihrer Freundin Marlene Hopp unter und versucht einen Neuanfang.
Ihre Tochter Evi unterstützt sie dabei.
Der ehemalige Polizist Benno Rose versucht mehrfach, sie zu kontaktieren; aber Sara will nicht mit ihm sprechen.
Da wird Benno Rose erstochen aufgefunden. Nach seiner Frühpensionierung hatte er neben zahlreichen Akten über prominente Attentate auch eine umfangreiche Akte über Saras Fall angelegt. Gegenüber Sara Manzer hatte er angegeben, er habe neue Informationen zu ihrem Fall.
Ines Kaiser, die Sara im Gefängnis kennengelernt hatte, hat Sara eine Stelle in einer Großküche vermittelt.
Werner Bauder, damals leitender Ermittler in Saras Fall, sagt aus, dass Sara schon zu Beginn der Untersuchung unter Verdacht stand und am Ende gestanden hatte. Saras Vater hatte seinen Verlag kurz vor der Tat an Erik Satei verkauft. Benno Rose war der erste Polizist am Tatort gewesen.
Erik Satei gibt an, er habe nach Manzers Tod zwei Schwarzgeldkonten in der Firma gefunden und diese dem Finanzamt gegenüber offengelegt.
Gegenüber den Kommissaren gibt Sara Manzer zu, sich am Abend mit Benno Rose verabredet zu haben; er sei dann aber nicht aufgetaucht. Das Geständnis habe sie nur abgelegt, um die Nachstellungen der Presse, die auch ihre Tochter belästigt hatten, zu beenden. Als ihr Vater getötet wurde, sei sie sehr betrunken gewesen und könne sich nicht richtig erinnern, was damals passiert sei.
Als Marlene Hopp Sara hinauswirft, zieht Sara zu Ines Kaiser.
In einem Versteck in Roses Wohnung entdeckt Kommissarin Tobler weitere Hinweise zum Fall Manzer. Danach hatte Ines Kaiser im Büro des Verlegers Manzer als Putzfrau gearbeitet. Möglicherweise hat sie dabei dessen Kalender gestohlen und ihn, als er sich nicht erpressen ließ, getötet.
Als die Polizei im Haus von Ines Kaiser und ihrem Mann auftaucht, versuchen beide zu fliehen. Die Polizei findet in der Wohnung Beweise dafür, dass die beiden Benno Rose getötet haben. Die Tötung des Verlegers Manzer können die Kommissare allerdings nicht aufklären, auch wenn sie jetzt glauben, dass Sara unschuldig ist.

## Hintergrund
Der Film wurde vom 19. Januar 2021 bis zum 20. Februar 2021 in Freiburg und Baden-Baden gedreht.

## Rezeption

### Kritiken
„Die Frau als Projektionsfläche: Johanna Wokalek – das ist das große Plus dieses »Tatorts« – zeichnet sie mit wenigen klugen darstellerischen Strichen. Da ist keine überflüssige Bewegung in ihrem Spiel. Wie ein Gespenst kehrt ihre Manzer aus dem Gefängnis zurück, in Geisterweiß ist sie gekleidet, als sie ihren Hilfsjob an der Spüle einer Kantine verrichtet. Sie tut nichts – und entfacht doch die Fantasien und Obsessionen ihrer Mitmenschen.“

„Die Ermittler sind konventionell angelegt, aber es ist auch mal schön, wenn das Privatleben der Kommissare keine Rolle spielt. Das lässt Raum für Johanna Wokaleks großartiges Spiel. Es zeichnet sich nicht durch übertourte Gesten aus, sondern durch Ruhe, die den Film trägt.“

### Einschaltquoten
Die Erstausstrahlung von Saras Geständnis am 13. Februar 2022 wurde in Deutschland von 8,41 Millionen Zuschauern gesehen und erreichte einen Marktanteil von 25,7 % für Das Erste.